# Яндекс Здоровье

Текстовый логотип сервиса

Яндекс Здоровье — коммерческий сервис онлайн-консультаций с врачами. Сервис дает возможность получения консультации квалифицированного врача вне зависимости от месторасположения. Общение с врачом происходит в чате или по видеосвязи.

## Функциональность
- На 28 сентября 2017 года в Яндекс Здоровье доступны терапевты, гинекологи, педиатры, предоставляется услуга расшифровки анализов. Также можно получить консультацию ветеринара. Cервис передает заявку на консультацию первому освободившемся специалисту для уменьшения времени ожидания.
- По окончании сеанса консультации пользователь получает отчет, который содержит:
  - общую справочную информацию о возможных причинах его беспокойства,
  - рекомендации об общих превентивных мерах, которые обычно стоит предпринять в такой ситуации до очного приема врача,
  - рекомендацию специальности врача, к которому следует обратиться[5].
- Яндекс Здоровье имеет приложение для мобильных устройств, работающих на базе операционных систем iOS и Android[6].
- Воспользоваться услугой онлайн-консультации можно из любой страны. Консультации проходят на русском языке. Деньги списываются по завершении консультации[7].

## Принципы телемедицины в сервисе
- Текущие ограничения в законодательстве РФ о телемедицине налагают серьезные ограничения на развитие дистанционного консультирования. Специалисты не выписывают лекарства удаленно, не назначают лечения — они дают рекомендации, а также не ставят диагноз — вместо этого они называют возможные причины плохого самочувствия. Новый законопроект о телемедицине в РФ существенно расширит возможности удаленного консультирования. Изменения вступят в силу с 1 января 2018 года, а пункт, разрешающий выписку электронных рецептов, с 1 января 2019 года. Созданная администрацией президента рабочая подгруппа под руководством гендиректора «Яндекса» Александра Шульгина занималась подготовкой «дорожной карты» по внедрению IT в здравоохранение[8].
- Средний стаж работы специалистов, участвующих в Яндекс Здоровье составляет 7 лет. Для начала работы врачи проходят специальные курсы, качество консультаций выборочно оценивает специальная врачебная комиссия. Проводится контроль специалистов, оказывающих консультации. Данные консультаций защищены и не разглашаются[9].

## Доставка лекарств
7 августа 2017 года в Яндекс Здоровье появился раздел «Лекарства», через который можно найти подробные описания препаратов, узнать стоимость и наличие, после чего заказать в подходящую аптеку. Общая база лекарственных препаратов составляет 13 тысяч наименований. Доступны к изучению описание, показания к применению, противопоказания и аналоги препаратов. Минимальная сумма заказа для отправки препаратов в необходимую аптеку — 500 российских рублей. Оплата доставленного заказа производится в аптеке. Бронирование товаров производится через систему «ЗдравСити», которая принадлежит ЗАО Фирма ЦВ «Протек».

## Электронная запись в частные клиники Москвы
В сервисе Яндекс Здоровье планировалась возможность записаться к врачу в частную клинику без звонков в регистратуру. Запись доступна в любой момент времени суток. В сервисе доступны:
- Тест, который помогает определить, к какому специалисту стоит обратиться пользователю;
- Карта с клиниками, данные о клиниках (цены, часы работы, общая информация), список врачей;
- Напоминания о том, что у пользователя запланирован визит;
- Оценка визита к врачу;
- История визитов.

На конец 2016 года запись планировалась в более чем сотню частных клиник Москвы. При подборе клиник оценивалась востребованность клиник по поисковым запросам.
Во время визита Президента РФ В. В. Путина в штаб-квартиру «Яндекса», сервис «Здоровье» раскрыл информацию о количестве консультаций — 15 тысяч оказанных консультаций с мая по сентябрь 2017 года.
Согласно исследованиям компании «Яндекс» запросы о здоровье и красоте занимают первое место по популярности в поиске на смартфонах и планшетах — это порядка 9 % всех запросов в мобильном поиске. На десктопных устройствах данная категория является третьей по популярности. На мобильных устройствах количество запросов, связанных с медициной, растет на 10-40 % последние пару лет, в то время как в вебе количество запросов о медицине почти не растёт.